# Montauville
Montauville – miejscowość i gmina we Francji, w regionie Grand Est, w departamencie Meurthe i Mozela.
Według danych na rok 1990 gminę zamieszkiwało 1078 osób, a gęstość zaludnienia wynosiła 67 osób/km² (wśród 2335 gmin Lotaryngii Montauville plasuje się na 345. miejscu pod względem liczby ludności, natomiast pod względem powierzchni na miejscu 298.).